# Противоэпилептические препараты
Противоэпилепти́ческие препара́ты, или противосу́дорожные препараты, или антиконвульса́нты (от лат. convulsio — судорога), — фармацевтические препараты противосудорожного действия, применяемые для лечения эпилепсии, купирования мышечных судорог различного происхождения (при эпилепсии, эклампсии, интоксикациях, столбняке).
Противоэпилептические препараты также используются для лечения биполярных расстройств (маниакально-депрессивного психоза), так как некоторые из препаратов этой группы являются нормотимиками и обладают способностью стабилизировать настроение. Кроме того, противосудорожным действием обладают многие транквилизаторы — производные бензодиазепина.

## История
Ещё в середине XIX века при лечении эпилепсии стали использоваться бромиды, которые ныне являются устаревшими лекарственными средствами (их применение при лечении судорог закончилось в 1912 году). В XX веке при лечении эпилепсии стали применяться барбитураты (в частности, в 1912 году было открыто противосудорожное свойство фенобарбитала). До 1960-х годов фенобарбитал был препаратом первого выбора при лечении эпилепсии. Однако барбитураты обладают высокой токсичностью, в частности негативным влиянием на когнитивные функции и выраженным седативным действием, и эти побочные эффекты в начале XXI века ограничивают применение препаратов данной группы:10.
В 1930-е годы для лечения эпилепсии был предложен фенитоин, в 1940-е годы — производные оксазолидиндиона, в 1950-е годы — производные сукцинимида. В 1960 году в клиническую практику был внедрён хлордиазепоксид (препарат группы бензодиазепинов), в 1960—1970-е — другие бензодиазепины. Карбамазепин при лечении эпилепсии стал использоваться в 1965 году, вальпроевая кислота — в 1967 году.
В 1980—1990 годах были изобретены новейшие антиконвульсанты: топирамат, окскарбазепин, габапентин, ламотриджин, тиагабин, леветирацетам, вигабатрин и зонисамид.

## Классификация
Общим для противоэпилептических препаратов принципом действия является снижение частоты срабатывания нейронов. Современные препараты данной группы проявляют избирательное ингибирование деятельности патологически активных нейронов. Такое действие обычно достигается в основном тремя путями:
- усилением активности тормозных нейронов, например стимуляцией активности ГАМК-рецепторов;
- торможением возбуждающих рецепторов нейронов, например снижением активности NMDA-рецепторов;
- прямым влиянием на проведение электрического импульса, например регуляцией ионных каналов нейронов.

## Механизм фармакологического действия
- Применение фенобарбитала приводит к длительному раскрытию ГАМК-эргических каналов для ионов хлора, повышению тормозной активности ГАМК.
- Механизм действия фенитоина заключается в блокаде потенциалзависимых натриевых и кальциевых каналов, уменьшению высокочастотных разрядов.
- Примидон усиливает ГАМК-эргическое торможение на уровне ГАМКА-рецепторов (каналы для ионов хлора). Механизм действия примидона сходен с таковым у фенобарбитала, но могут быть и дополнительные механизмы действия.
- Механизм действия этосуксимида — блокада кальциевых каналов Т-типа, уменьшение таламокортикальной возбудимости.
- Карбамазепин блокирует потенциалзависимые натриевые и кальциевые каналы, уменьшает высокочастотные разряды.
- Приём вальпроевой кислоты приводит к блокаде потенциалзависимых натриевых и кальциевых каналов, уменьшению высокочастотных разрядов, потенцированию ГАМК-эргической передачи в ряде областей мозга.
- Фелбамат блокирует NMDA-рецепторы, усиливает ГАМК-эргическое торможение, блокирует кальциевые каналы Т-типа.
- Габапентин повышает уровень ГАМК в головном мозге, может действовать на кальциевые каналы.
- Ламотриджин блокирует потенциалзависимые натриевые каналы, уменьшает высвобождение возбуждающих нейромедиаторов (глутамат).
- Механизм действия топирамата — комбинированное потенцирование ГАМКА-рецепторов посредством модуляции трансмебранного тока ионов хлора (усиление ГАМК-эргического эффекта торможения), блокада потенциалзависимых натриевых каналов, блокада кальциевых каналов, блокирование глутаматных рецепторов каинатного и АМРА-подтипа, ингибирование некоторых изоэнзимов карбоангидразы.
- Механизм действия тиагабина — потенцирование действия ГАМК посредством блокады обратного захвата ГАМК в пресинаптических окончаниях благодаря связыванию с сайтами «узнавания» носителя захвата ГАМК, что приводит к накоплению ГАМК в синаптической щели.
- Леветирацетам уменьшает проводимость высоковольтажных кальциевых каналов N-типа, снижает действие цинка и бета-карболинов на ГАМК- и глициновые рецепторы.
- Механизм действия окскарбазепина заключается в блокаде натриевых и кальциевых каналов, прекращении высокочастотных разрядов, ингибировании возбуждающих влияний глутамата.
- Бензодиазепины (диазепам, клоназепам, клобазам) усиливают ГАМК-эргическое ингибирование на уровне ГАМКА-рецепторов (каналы для ионов хлора).
- Механизм действия бромидов заключается в потенцировании анионов бензодиазепиновых рецепторов.
- Вигабатрин усиливает ГАМК-эргическое ингибирование посредством необратимой блокады ГАМК-трансаминазы.
- Зонисамид блокирует натриевые и кальциевые каналы, прекращает высокочастотные разряды, взаимодействует с ГАМКА-каналами, ингибирует карбоангидразу.

## Побочные эффекты
Существует немало классификаций побочных действий противосудорожных препаратов, ни одна из которых не является идеальной:11. В частности, выделяют три группы побочных действий антиэпилептической фармакотерапии:11:
- реакции гиперчувствительности (реакции идиосинкразии, аллергические реакции);
- дозозависимые побочные эффекты;
- хронические побочные эффекты.

| Лекарственное средство | Реакции гиперчувствительности | Дозозависимые побочные эффекты                              | Хронические побочные эффекты |
| ---------------------- | --- | ----------------------------------------------------------- | --- |
| Фенитоин               | Кожная сыпь, лейкопения, тромбоцитопения, синдром Стивенса — Джонсона (большая многоформная экссудативная эритема), синдром гиперчувствительности (другое название — DRESS-синдром: drug rash with eosinophilia and systemic symptoms):36, волчаночно-подобный синдром:37 | Нистагм, атаксия, летаргия                                  | Нарушение познавательных функций, огрубение черт лица, остеомаляция, хореоатетоз, энцефалопатия, гирсутизм, гиперплазия дёсен, периферическая невропатия, псевдолимфома, коллагеноз (системная красная волчанка), гипергликемия, мегалобластическая анемия, гипокальциемия:13 |
| Карбамазепин           | Кожная сыпь, лейкопения, тромбоцитопения, синдром Стивенса — Джонсона, синдром гиперчувствительности:36, волчаночно-подобный синдром:37 | Нистагм, диплопия, атаксия, тошнота, рвота, сонливость      | Мегалобластическая анемия:13, лейкопения, гипонатриемия, недостаточность фолиевой кислоты |
| Вальпроаты             | Панкреатит, печёночная недостаточность, синдром Стивенса — Джонсона, синдром гиперчувствительности:36, волчаночно-подобный синдром:37 | Сонливость, тошнота, рвота, атаксия, тремор                 | Нарушение познавательных функций, нарушение функции тромбоцитов, нарушение регуляции менструального цикла, алопеция, повышение массы тела:13. |
| Этосуксимид            | Кожная сыпь, лейкопения, тромбоцитопения, системная красная волчанка, волчаночно-подобный синдром:37 | Тошнота, рвота, аллергия, головная боль                     | Энцефалопатия:13, двигательная дезориентация, снижение концентрации внимания |
| Фенобарбитал           | Кожная сыпь, лейкопения, тромбоцитопения, синдром гиперчувствительности:36 | Сонливость, атаксия, кардиореспираторные нарушения, нистагм | Нарушение познавательных функций, двигательная дезориентация, остеомаляция, недостаточность фолиевой кислоты |
| Бензодиазепины         | Кожная сыпь | Сонливость, летаргия                                        | Нарушение познавательных функций, двигательная дезориентация, толерантность к противосудорожному эффекту |

## Взаимодействия
Противоэпилептические препараты могут взаимодействовать со многими лекарствами других фармакологических групп. В частности, они взаимодействуют с оральными контрацептивами, снижая их эффективность и повышая тем самым риск нежелательной беременности. Так, снижать эффективность оральных комбинированных или прогестеронсодержащих контрацептивов могут карбамазепин, окскарбазепин, ламотриджин и топирамат. Кроме того, при приёме карбамазепина, окскарбазепина, топирамата может снижаться эффективность инъекционных и имплантируемых лекарственных форм гормональных контрацептивов.